# Argyrodines pulchella
Argyrodines pulchella är en skalbaggsart som beskrevs av Bates 1867. Argyrodines pulchella ingår i släktet Argyrodines och familjen långhorningar. Inga underarter finns listade.